# Kegelverhältnis

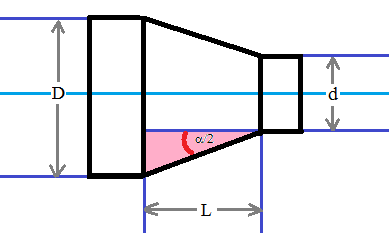
Skizze zum Kegelverhältnis

Als Kegelverhältnis {\displaystyle C} wird die technische Beschreibung einer Kegelform bezeichnet. Die Kegelverjüngung kann entweder als Kegelverhältnis {\displaystyle 1:x} oder durch den eingeschlossenen Kegelwinkel {\displaystyle \alpha } angegeben werden. Es berechnet sich aus der Differenz zweier Durchmesser {\displaystyle D} und {\displaystyle d} am Kegel dividiert durch den Abstand {\displaystyle L} dieser Durchmesser:
{\displaystyle C={\frac {D-d}{L}}.}
Gebräuchliche Kegelverhältnisse sind beispielsweise 1:50 im Maschinenbau oder 1:20 bei Metallblasinstrumenten (Mundstückschaft).
Zum Kegelverhältnis gehört auch der Kegelwinkel {\displaystyle \alpha }, der den Öffnungswinkel des Kegels beschreibt. In nebenstehender Skizze ist die Gegenkathete zum halben Öffnungswinkel {\displaystyle \alpha /2} im getönten rechtwinkligen Dreieck gleich {\displaystyle (D-d)/2}, die Ankathete gleich {\displaystyle L}. Der mathematische Zusammenhang zwischen dem Tangens (= Gegenkathete durch Ankathete) des halben Öffnungswinkels und dem Kegelverhältnis lautet daher:
{\displaystyle \tan \left({\frac {\alpha }{2}}\right)={\frac {D-d}{2\cdot L}}={\frac {C}{2}}.}